# Richard Edwin Hoover
Richard Edwin Hoover (* 19. Januar 1915 in Wilkinsburg, Allegheny County PA; † 7. Juli 1986 in Upperco, Baltimore County MD) war ein amerikanischer Ophthalmologe. Er wurde vor allem bekannt durch die Entwicklung des weißen Langstocks, nach ihm Hoover-Cane genannt, und eines standardisierten Orientierungs- und Mobilitätstrainings – der alltäglichen Handhabung des Stockes durch Menschen, die blind sind und selbständig mobil sein wollen.

## Leben
Nach der Pflichtschule besuchte Richard Edwin Hoover das State College (Pennsylvania), das er 1935 abschloss. Danach arbeitete er als Lehrer an „The Maryland School for the Blind“ und unterrichtete Mathematik und Physik. 1940 trat er in die Army ein, wo er ab 1944, im Range eines Unteroffiziers, am Valley Forge General Hospital bei der Rehabilitation erblindeter Soldaten mitwirkte. Dort traf er auf den Augenarzt Dr. M. Elliott Randolph, der ihn ermunterte, sich doch seinen Wunsch zu erfüllen und Augenheilkunde zu studieren. Im relativ höherem Alter als seine Mitstudenten absolvierte er dieses Studium und schloss es 1950 ab. Anschließend arbeitete er am Wilmer Eye Institut und wurde 1958 dort leitender Oberarzt. Danach eröffnete er eine eigene Ordination in Baltimore, 14 West Mount Vernon Place. Daneben baute er im Presbyterian Charity Hospital die Augenabteilung auf und führte diese auch weiter, als das Krankenhaus Teil des Greater Baltimore Medical Center wurde. 1985 ging er in Pension.
Dr. Hoover erwarb einige Auszeichnungen u. a. 1962 den Louis Braille Award from the Philadelphia Association For The Blind. Er war verheiratet mit Lydia Hoover, mit der er zwei Söhne hatte, Brinton und Stewart.
Dr. Richard Edwin Hoover, der „Vater der leichten Langstock-Technik“, starb nach längerer Krankheit im Alter von 71 Jahren.

## Leistungen
Das Vorhaben, visuell beeinträchtigte Menschen (wieder) mobil zu machen, beziehungsweise den Unterricht mit einem Langstock zu systematisieren, begann unter seiner Anleitung während des Zweiten Weltkrieges in den USA. Dabei entwickelte Hoover zusammen mit blinden, aber körperlich robusten Soldaten eine weitgehend effektive und sichere Geh-Technik. Nach Fehlschlägen stellte er fest, dass ein leichter, bis zum Brustbein reichender weißer Stock, der rhythmisch vor den Beinen hin- und hergeschwungen wird, die probateste Technik wäre. Diese Hoover-Langstock-Technik wurde dann Tipp-Stock-Technik genannt und revolutionierte die sichere, unabhängige und selbständige Bewegungsfreiheit von Menschen, die blind oder sehbehindert sind. Sie wird weltweit gelehrt.